# Fyrstbispedømmet Lübeck
Fyrstbispedømmet Lübeck var et rigsumiddelbart fyrstbispedømme i Det Tysk-romerske rige, der lå i den nuværende tyske delstat Slesvig-Holsten. Det udgjorde de områder af bispedømmet Lübeck, hvor biskoppen af Lübeck også udøvede den verdslige magt. Det omfattede nogle mindre områder ved byerne Eutin og Bad Schwartau, samt enkelt små territorier i selve Lübeck.
Fra 1500 hørte fyrstbispedømmet til Den Nedersaksiske Rigskreds. Ved Reformationen gik bispedømmet over til lutheranismen, og fyrstbispedømmet Lübeck blev herefter det eneste protestantiske fyrstbispedømmet i Det Tysk-Romerske Rige. Fra og med 1586 valgte domkapitlet altid et medlem af hertughuset Holsten-Gottorp som fyrstbiskop. Fyrstbispedømmet eksisterede frem til 1803, hvor det blev sekulariseret og omdannet til Fyrstendømmet Lübeck.

## Eksterne links
- Wikimedia Commons har flere filer relateret til Fyrstbispedømmet Lübeck
- Kort over Fyrstbispedømmet Lübeck i 1730 Arkiveret 27. september 2011 hos  Wayback Machine